# Liste der Monuments historiques in Ambly-Fleury
Die Liste der Monuments historiques in Ambly-Fleury führt die Monuments historiques in der französischen Gemeinde Ambly-Fleury auf.

## Liste der Objekte
| Bezeichnung                     | Beschreibung                                                    | Standort                                 | Kennzeichnung | Schutzstatus | Datum | Bild |
| ------------------------------- | --------------------------------------------------------------- | ---------------------------------------- | ------------- | ------------ | ----- | ---- |
| Skulpturengruppe Geburt Christi | drei Skulpturen; Stein, farbig gefasst, 17. Jahrhundert         | in der Kirche St-Pierre-aux-Liens (Lage) | PM08000017    | Classé       | 1969  |      |
| Relief Kreuzigung               | Fragment eines Retabels; Stein, farbig gefasst, 16. Jahrhundert | in der Kirche St-Pierre-aux-Liens (Lage) | PM08000016    | Classé       | 1969  |      |
| Skulptur Petrus                 | Kalkstein, farbig gefasst, 18. Jahrhundert                      | in der Kirche St-Pierre-aux-Liens (Lage) | PM08000018    | Classé       | 1969  |      |
| Skulptur Paulus                 | Kalkstein, farbig gefasst, 18. Jahrhundert                      | in der Kirche St-Pierre-aux-Liens (Lage) | PM08000019    | Classé       | 1969  |      |